# Noi supereroi
Noi supereroi è un singolo discografico split del gruppo Superband, pseudonimo dei Superobots, e di Umberto Decimo, pubblicato nel 1979.

## Descrizione
Il primo brano, Supereroi, era la sigla del programma televisivo di cartoni animati "Noi, supereroi", trasmesso da Rete Due, scritta da Bruno Tibaldi, sia per il testo che per la musica. Il brano è cantato da Douglas Meakin. Il secondo brano, Capitan Robot, è un brano musicale strumentale, scritto da Umberto Decimo come sigla di chiusura della trasmissione.
La versione su disco del primo brano è quella definitiva della canzone, con Tarzan protagonista del primo verso. Esiste una versione alternativa del brano dal titolo "Forza ragazzi!" con Robin protagonista del primo verso, pubblicata sull'album Astrodisco e poi ristampata sulla compilation Super Video Stars.
Entrambi i brani sono stati inseriti nell'album Astrodisco e nella compilation Super Video Stars.
Sul retro della copertina vi era stampato il regolamento di un concorso a premi dal titolo "Superconcorso Supereroi" in cui bisognava compilare lo schema delle parole crociate presente sulla copertina del disco, decifrare il messaggio in codice dato dalla soluzione corretta e inviarlo per l'estrazione dei premi. L'idea della copertina "cruciverba" e le stesse definizioni sono di Bruno Tibaldi.

## Tracce
1. Superband – Supereroi – 3:12 (Bruno Tibaldi)
2. Decimo – Capitan Robot – 2:59 (Umberto Decimo)